# جون بروكس (لاعب كرة قدم)
جون بروكس (بالإنجليزية: John Brooks)‏ (24 فبراير 1956 بدربي في المملكة المتحدة - ) هو لاعب كرة قدم بريطاني في مركز الهجوم. لعب مع سان خوزيه إيرث كويكس وكليفلاند فورس ‏ وSan Francisco Fog (soccer) ‏.